# Gisela Detrell
Gisela Detrell (* 1986 in Terrassa, Spanien) ist eine spanische Ingenieurin und Hochschullehrerin.

## Leben
Von 2004 bis 2009 studierte Detrell Luft- und Raumfahrttechnik an der Universitat Politècnica de Catalunya in Barcelona. Sie schloss ihr Studium als Diplomingenieurin ab. Von 2009 bis 2015 nahm sie an einer Doktorandenausbildung der Universitäten Stuttgart und der Polytechnischen Universität Kataloniens teil, die sie 2015 mit der Promotion abschloss. Ihre Doktorarbeit hatte den Titel Analysis and Simulation of a Synergetic Environmental Control and Life Support System for Long Duration Spaceflight und wurde 2016 als Buch veröffentlicht. Betreuer war Ernst Messerschmid.
Parallel zu ihrem Doktorandenstudium arbeitete Detrell von 2010 bis 2014 als wissenschaftliche Mitarbeiterin an der Polytechnischen Universität Katalonien, von 2010 bis 2011 als wissenschaftliche Assistentin am Institut für Raumfahrtsysteme der Universität Stuttgart, von 2014 bis 2016 als Dozentin an der Polytechnischen Universität Katalonien, von 2014 bis 2018 als wissenschaftliche Mitarbeiterin am Institut für Raumfahrtsysteme der Universität Stuttgart. 2012 nahm sie am Space Studies Program der International Space University am Florida Institute of Technology und am Kennedy Space Center der NASA teil.
Von 2018 bis 2023 leitete Detrell die Forschungsgruppe Lebenserhaltungssysteme und Energietechnik am Institut für Raumfahrtsysteme der Universität Stuttgart. 2023 wurde Detrell als Professorin für Human Spaceflight Technology (deutsch: Technologie für die bemannte Raumfahrt) an die Technische Universität München berufen.

## Forschungsinteressen und gesellschaftliches Engagement
Detrell forscht an Lebenserhaltungssystemen und an Energietechnik mit dem Ziel, längere Aufenthalte im Weltraum und in unwirtlicher Umgebung, wie zum Beispiel auf dem Mond und auf dem Mars zu ermöglichen. Dabei untersucht sie, wie Algen zur Wasseraufbereitung, zur Sauerstoff- und zur Nahrungserzeugung genutzt werden können. Da diese Forschungen darauf hinauslaufen, eine selbstgenügsame Kreislaufwirtschaft zu etablieren, können ihre Ergebnisse auch auf die Förderung einer nachhaltigen Lebensweise auf der Erde angewendet werden. Detrells Experimente mit Algen können auch auf der Erde für Luft- und Wasserreinigung und für die Erzeugung klimaschonender Nahrung verwendet werden.
Detrell war in verschiedenen Funktionen an mehreren Forschungsprojekten beteiligt, die vom Deutschen Zentrum für Luft- und Raumfahrt (DLR), vom Bundesministerium für Wirtschaft und Klimaschutz (BMWi), von der Friedrich-und-Elisabeth-Boysen-Stiftung, von der Dubai-Future-Foundation, von Airbus Defence and Space, von Horizont 2020, von Schwörer Haus und anderen gefördert wurden.
Zu diesen Projekten gehören:
- 2012–2020: Investigation of the Potentials and Feasibility of Hybrid Life Support Systems in Space
- 2014–2020: Photobioreactor ISS Experiment
- 2015–2018: Technology and Innovation for development of Modular Equipment in Scalable Advanced Life support systems for space Explorations (Horizont 2020)
- 2018: Algae on the Moon and Mars Ensure Astronaut Survival
- 2019–2021: Automated Groundwater Treatment Using a Biotechnological System Based on Microalgae
- 2019–2022: Biotechnological System Based on Microalgae – Lighting and Sensors Development
- 2020: Feasibility Study on the Use of Microalgae for Air Purification in a House
- 2020: The Nüwa Concept. A Development Model for a Self-sustainable City on Mars, responsible of Life Support Systems
- 2021–2022: ERIS – European Research Institute for Space Resources
- seit 2021: SIMSKILL-VR Use of a virtual reality space flight simulator to study astronaut piloting skills[1]

## Vorlesungen und Seminare
Detrell hält Vorlesungen und Seminare zu den Gebieten Luft- und Raumfahrttechnik, Astronautik, Raumschiffdesign, Lebenserhaltungssysteme, Weltraumforschung, Raumstationen. Außerdem engagiert sich Detrell in der Initiative Women In Aerospace.

## Veröffentlichungen (Auswahl)
- Mit Johannes Martin: Microalgae for Oxygen and food production on the Lunar or Martian surface – Impact of In-Situ Resources Utilization, 2022, online
- Chlorella vulgaris photobioreactor for oxygen and food production on a moon base – potential and challenges, 2021, Universitätsbibliothek der Universität Stuttgart, in: Frontiers in astronomy and space sciences 8 (2021), article 700579 online
- Microalgae-based Hybrid Life Support System from Simulations to Flight Experiment, 2021 online
- Analysis and Simulation of a Synergetic Environmental Control and Life Support System for Long Duration Spaceflight, Dissertation, 2016, München: Verlag Dr. Hut, ISBN 978-3-8439-2658-4

## Online-Vorträge (Auswahl)
- Raumfahrt: Städte auf dem Mars. Überleben im Weltraum auf YouTube, 12. November 2023, abgerufen am 16. November 2023.
- next frontiers 2021. Dr. Gisela Detrell und Dr. Karlheinz Steinmüller auf YouTube, 24. November 2022, abgerufen am 16. November 2023.
- next frontiers 2021 Keynote Dr. Gisela Detrell auf YouTube, 23. November 2022, abgerufen am 16. November 2023.
- Überleben auf dem Mars auf YouTube, 11. Februar 2021, abgerufen am 16. November 2023.